# Marynówka (Brody Duże)
Marynówka – część wsi Brody Duże w Polsce, położona w województwie lubelskim, w powiecie zamojskim, w gminie Szczebrzeszyn.
W latach 1975–1998 Marynówka administracyjnie należała do województwa zamojskiego.
Wierni Kościoła rzymskokatolickiego należą do parafii św. Katarzyny w Szczebrzeszynie.